# Urząd Siek
Urząd Siek (niem. Amt Siek) – urząd w Niemczech w kraju związkowym Szlezwik-Holsztyn, w powiecie Stormarn. Siedziba urzędu znajduje się w miejscowości Siek.
W skład urzędu wchodzi pięć gmin:
1. Braak
2. Brunsbek
3. Hoisdorf
4. Siek
5. Stapelfeld